# Crato e Mártires, Flor da Rosa e Vale do Peso
Crato e Mártires, Flor da Rosa e Vale do Peso (llamada oficialmente União das Freguesias de Crato e Mártires, Flor da Rosa e Vale do Peso) es una freguesia portuguesa del municipio de Crato, distrito de Portalegre.

## Historia
Fue creada el 28 de enero de 2013 en aplicación de una resolución de la Asamblea de la República de Portugal promulgada el 16 de enero de 2013 con la unión de las freguesias de Crato e Mártires, Flor da Rosa y Vale do Peso, pasando su sede a estar situada en la antigua freguesia de Crato e Mártires.

## Demografía
| Gráfica de evolución demográfica de Crato e Mártires, Flor da Rosa e Vale do Peso entre 2011 y 2021 |
| |
| Datos según el nomenclátor publicado por el INE portugués.                                          |